# Мінське суворовське військове училище
53°54′41″ пн. ш. 27°33′31″ сх. д. / 53.91139° пн. ш. 27.55861° сх. д.

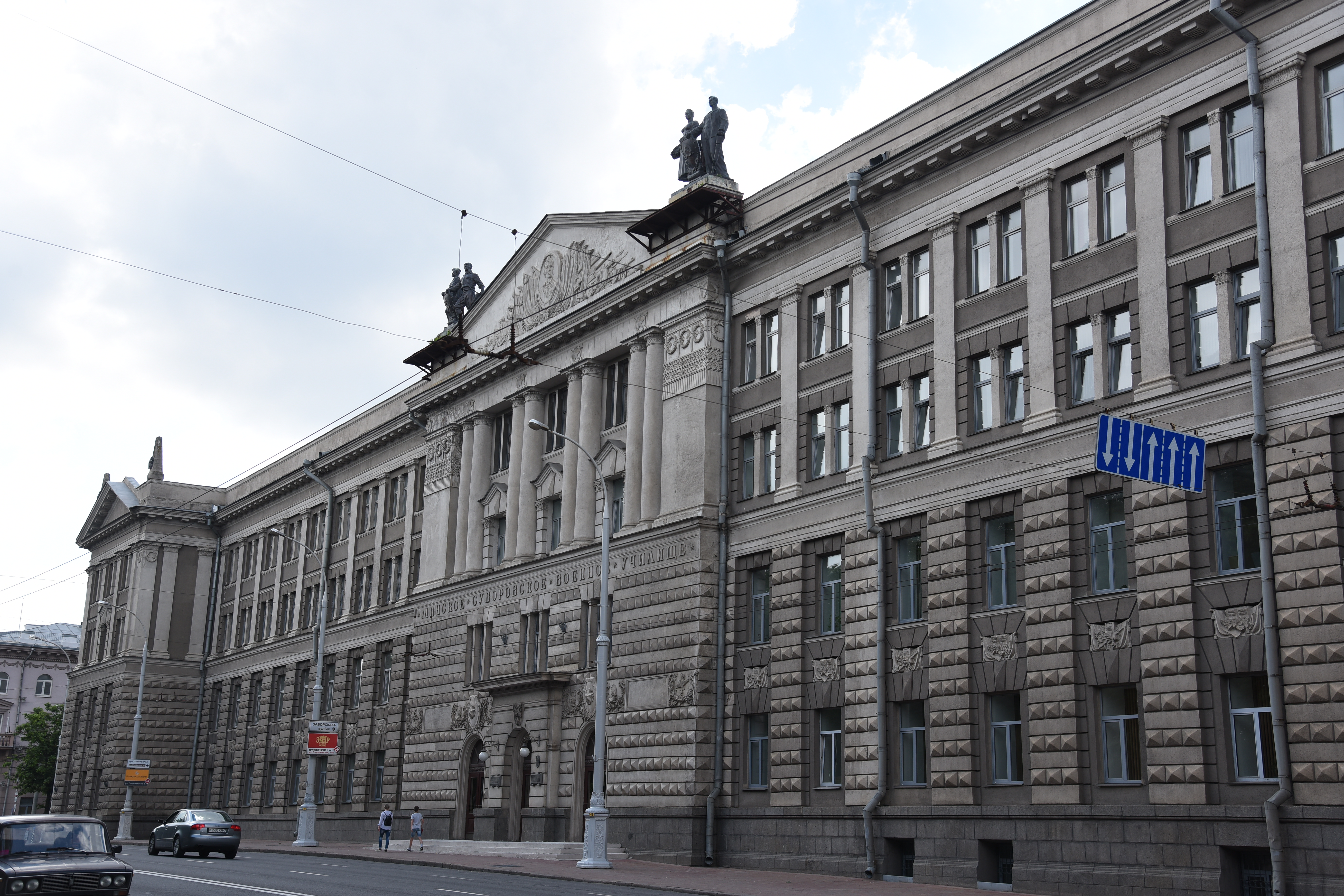
Мінське суворовське військове училище

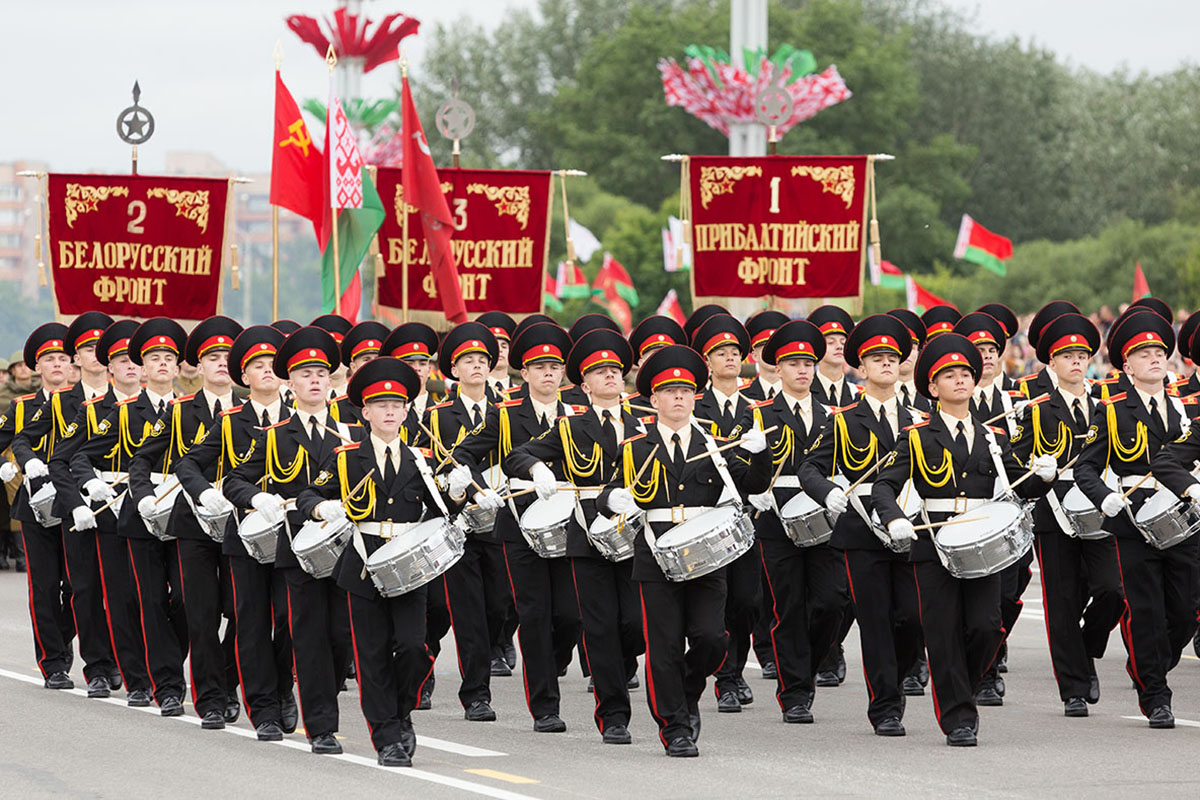
Парад до Дня незалежності Білорусі (2018)

Мінське суворовське військове училище (біл. Мінскае сувораўскае ваеннае вучылішча, рос. Минское суворовское военное училище) — білоруський державний середній спеціалізований навчальний заклад (входить до складу Міністерства оборони Республіки Білорусь) з військово-професійним напрямком навчання та виховання, призначений для підготовки суворовців для вступу у вищі навчальні заклади та подальшої військової або іншої державної служби, розташований у столиці країни місті Мінську. 
Центральний корпус Мінського суворовського військового училища розташований неподалік від центральної частини Мінська за адресою: 
вул. Максима Богдановича, буд. 29, м. Мінськ (Республіка Білорусь).
Суворовське училище в Мінську було засноване 1953 року з метою виховання дітей радянських вояків та партизанів німецько-радянської війни, а також дітей-сиріт, батьки яких загинули від рук гітлерівців. Перший випуск училища відбувся в 1956 році. 
Як і в Україні та Росії, суворовське училище в столиці Білорусі в теперішній час (2000-ні) лишається престижним закладом освіти для підлітків.
У 2007/2008-му навчальному році на перший курс до училища прийнято 103 курсанти. Термін навчання зараз становить 5 років. 
Начальник училища (станом на кінець 2009 року) — генерал-майор Микола Віталійович Скобелєв (біл. Мікалай Вітальевіч Скобелеў).

## Джерело-посилання
Вікісховище має мультимедійні дані за темою: Мінське суворовське військове училище
- Загальна інформація про Мінське суворовське військове училище (біл.) на Вебсторінка Мінського суворовського військового училища (біл.) (рос.) (англ.) // Міністерство оборни Р-ки Білорусь
- Мінське суворовське військове училище [Архівовано 13 вересня 2011 у Wayback Machine.] на www.minsk-old-new.com («Мінськ старий і новий. Мінськ у фотографіях.», + інфо) [Архівовано 2 лютого 2013 у Wayback Machine.] (рос.)
- Сайт випускників Мінського суворовського військового училища [Архівовано 1 лютого 2010 у Wayback Machine.]
- Неофіційне представництво, форум Мінського суворовського військового училища [Архівовано 15 березня 2010 у Wayback Machine.]
- Мінське суворовське військове училище на wikimapia.org [Архівовано 27 січня 2011 у Wayback Machine.]